# Dragon Age: The Veilguard
Dragon Age: The Veilguard is een actierollenspel (ARPG) ontwikkeld door BioWare en uitgegeven door Electronic Arts. The Veilguard is het vierde grote spel in de Dragon Age-franchise en  het vervolg op Dragon Age: Inquisition (2014). Het spel speelt zich tien jaar na Inquisition af en bevat nieuwe locaties in de fictieve wereld van Thedas die de speler kan verkennen.
De ontwikkeling van het spel, die begon in 2015, werd gekenmerkt door lange vertragingen, verschillende fundamentele veranderingen in het ontwerp en een hoog personeelsverloop. Het spel werd in 2022 aangekondigd als Dragon Age: Dreadwolf en kreeg in juni 2024 de naam Dragon Age: The Veilguard.
Dragon Age: The Veilguard werd uitgebracht voor PlayStation 5, Windows en Xbox Series X/S op 31 oktober 2024. Het spel kreeg over het algemeen positieve recensies van critici.

## Ontvangst
Op Metacritic heeft het spel een gemiddelde score van 84/100, gebaseerd op 54 recensies.